# Selebo, Åkers och Daga häraders valkrets
Selebo, Åkers och Daga häraders valkrets var vid riksdagsvalen till andra kammaren 1866-1878 en egen valkrets. Vid valen 1881-1884 gick Daga härad upp i Rönö, Hölebo och Daga häraders valkrets medan Selebo och Åkers härad gick upp i Livgedingets domsagas valkrets, från valet 1887 fick dock Selebo och Åkers härad en egen valkrets med namnet Åkers och Selebo häraders valkrets.

## Riksdagsmän
- Carl Albert Victor Kallstenius, lmp 1867–1870, min 1871–1872 (1867–1872)
- Carl Ersson (1873–1875)
- Johan Nordenfalk d.y. (1876-1881)